# Подгорный, Тимофей Николаевич
Тимофей Николаевич Подгорный (24 января 1925 — 21 августа 1944) — участник Великой Отечественной войны, наводчик орудия 1187-го истребительно-противотанкового артиллерийского полка 25-й истребительно-противотанковой артиллерийской бригады, 2-я гвардейская армия, 1-й Прибалтийский фронт, красноармеец, Герой Советского Союза.

## Биография

### До войны
Родился 24 января 1925 года в селе Казьминском (ныне — Кочубеевского района Ставропольского края) в крестьянской семье. Русский.
В 1936 году, с началом строительства Невинномысского канала, родители Подгорного: отец Николай Иванович и мать Анна Марьяновна — переехали на эту стройку в станицу Невинномысскую. Тимофей учился в школе посёлка Головное, где окончил 7 классов. После свёртывания работ на канале (по причине начала войны), семья вернулась в село Казьминское.

## Во время войны
После освобождения Ставрополья от немецких войск, весной 1943 года, Подгорный был призван в армию. В июле-августе 1943 года участвовал в боях на Курской дуге, где состоялось его «боевое крещение» в качестве наводчика противотанкового орудия 1187-го истребительного противотанкового артиллерийского полка.
К августу 1944 года полк Подгорного участвовал в боях на территории Литовской ССР. В ночь с 16 на 17 августа Подгорный в районе севернее Курманы у переправы меткой стрельбой поджёг два немецких танка, уничтожил свыше двадцати немецких автоматчиков, а подошедших к орудию забросал гранатами, тем самым спас орудие от уничтожения. Отражая атаку танков 20 августа в районе Гирвины, подбил три вражеских танка, в том числе два «Тигра». Раненый смертельно, наводчик Подгорный продолжал вести огонь, оставшись один у орудия. После боя вместе с водителем автотягачом эвакуировал орудие с поля боя. Израненный, Тимофей Подгорный умер от ран в госпитале на другой день — 21 августа 1944 года.
Похоронен Герой на кладбище Бубяи Шауляйского района Литвы.

## Награды
- Указом Президиума Верховного Совета СССР от 24 марта 1945 года за мужество, отвагу и героизм, проявленные в борьбе с немецко-фашистскими захватчиками, красноармейцу Подгорному Тимофею Николаевичу посмертно присвоено звание Героя Советского Союза.
- Награждён орденом Ленина и медалями.

## В воспоминаниях современников
Юго-восточнее Куршеная танковые части противника были задержаны 25-й истребительно-противотанковой артиллерийской бригадой полковника А. Г. Байнова. Наиболее сильному удару подвергся 1187-й артполк полковника Н. Г. Павленко. Артиллеристы отбивались до последнего снаряда. Только один расчёт противотанкового орудия, которым командовал коммунист Алексей Митрофанович Кустов, поджег 5 фашистских танков, в том числе 2 «тигра», а когда фашистские автоматчики вплотную приблизились к орудию, солдаты забросали их гранатами. У орудия остался лишь один наводчик Тимофей Николаевич Подгорный. Раненый, он продолжал вести огонь до последнего снаряда, а потом вместе с водителем тягача отвёл орудие в безопасное место. А. М. Кустову и Т. Н. Подгорному Указом Президиума Верховного Совета СССР от 24 марта 1945 года было присвоено звание Героя Советского Союза.
— Герой Советского Союза  Маршал Советского Союза  Баграмян И.Х.  Так  шли мы к победе. -  М: Воениздат, 1977.- С.403,404.

## Память
- Решением ГК ВЛКСМ от 7 августа 1963 года Герой Советского Союза комсомолец Подгорный Тимофей Николаевич был навечено зачислен в списки Невинномысской городской комсомольской организации.
- В декабре 1972 года по инициативе комсомольско-молодёжной бригады Г. Х. Каграманова (СМУ-5) Герой был зачислен в состав бригады. Один раз в месяц бригада трудилась «за того парня». На заработанные деньги бригада построила Подгорному памятник. Скульптор — А. А. Александров; архитектор — С. Мойсенко.
- 8 мая 1975 года открыт бюст Подгорного в городе Невинномысске на улице Белово. Реконструирован 30 апреля 1985[1].
- Его именем также названа улица в посёлке Головное города Невинномысска, где он жил, а также в селах Кочубеевском и Казьминском[2].
- Также его имя носила пионерская дружина средней школы № 8. Решением Городской Думы Невинномысска от 25 июля 2008 года невинномысской школе № 8 присвоено имя Героя Советского Союза Т. Н. Подгорного[3].